# نادي الميثاق
نادي الميثاق الرياضي هو فريق كرة قدم عراقي مقره بغداد، يلعب في الدوري العراقي الدرجة الثالثة. تأسس نادي الميثاق عام 1972 في مدينة الصدر، ويعتبر أقدم نادي من حيث التأسيس في مدينة الصدر.